# Op zoek naar Joseph
 Op zoek naar Joseph  was een televisieprogramma van de AVRO, waarin de nieuwe hoofdrolspeler van de musical Joseph and the Amazing Technicolor Dreamcoat werd gezocht. Op 26 oktober 2008 werd het programma gewonnen door Freek Bartels. John Vooijs, de runner-up, werd zijn vaste vervanger.
De talentenjacht was een vervolg op het programma Op zoek naar Evita en werd opgevolgd door Op zoek naar Mary Poppins. De presentatie van Op zoek naar Joseph was eveneens als bij Evita en Mary Poppins in handen van Frits Sissing.
In Engeland werd al eerder gezocht naar een Joseph in het programma Any Dream Will Do, dat gewonnen werd door Lee Mead.

## Jury
Evenals bij Op zoek naar Evita vormden Erwin van Lambaart en Pia Douwes de jury. Zij werden bijgestaan door zanger en entertainer Paul de Leeuw.
Bij Op zoek naar Joseph werd het eindoordeel geveld door het publiek via televoting. In de liveshows tot en met de halve finale redde musicalicoon Willem Nijholt een van de twee laagst scorende kandidaten, zodat er iedere week maar één kandidaat naar huis werd gestuurd. In de finale echter had Nijholt geen beslissende stem meer, de keus was geheel aan het publiek.

## Josephs
| Plek | Joseph's | Joseph's              | Leeftijd                    | Show 1         | Show 2              | Show 3              | Show 3              | Show 4              | Show 5              | Show 6              | Show 7              | Show 8              | Show 8              |
| Plek | Joseph's | Joseph's              | Leeftijd                    | Show 1         | Show 2              | Part 1              | Part 2              | Show 4              | Show 5              | Show 6              | Show 7              | Part 1              | Part 2              |
| ---- | -------- | --------------------- | --------------------------- | -------------- | ------------------- | ------------------- | ------------------- | ------------------- | ------------------- | ------------------- | ------------------- | ------------------- | ------------------- |
| 1    |          | Freek Bartels         | 22 jaar (24 oktober 1986)   |                |                     |                     |                     |                     |                     |                     |                     |                     | Winnaar             |
| 2    |          | John Vooijs           | 29 jaar (26 maart 1979)     |                |                     |                     |                     |                     | Sing-Off            |                     |                     |                     | Runner-Up           |
| 3    |          | Roy van Iersel        | 22 jaar (11 september 1986) | Sing-Off       |                     |                     |                     |                     |                     |                     | Sing-Off            | Bottom              | Derde Plek          |
| 4    |          | Robin van den Akker   | 29 jaar (21 juli 1979)      |                |                     |                     | Sing-Off            | Sing-Off            |                     | Sing-Off            | Sing-Off            | Geëlimineerd week 7 | Geëlimineerd week 7 |
| 5    |          | Mathijs Pater         | 24 jaar (17 januari 1984)   |                |                     |                     |                     |                     |                     | Sing-Off            | Geëlimineerd week 6 | Geëlimineerd week 6 | Geëlimineerd week 6 |
| 6    |          | Amir Vahidi           | 18 jaar (1 augustus 1990)   |                |                     |                     |                     |                     | Sing-Off            | Geëlimineerd week 5 | Geëlimineerd week 5 | Geëlimineerd week 5 | Geëlimineerd week 5 |
| 7    |          | Baer Jonkers          | 24 jaar (29 mei 1984)       |                |                     | Sing-Off            |                     | Sing-Off            | Geëlimineerd week 4 | Geëlimineerd week 4 | Geëlimineerd week 4 | Geëlimineerd week 4 | Geëlimineerd week 4 |
| 8    |          | Remko Harms           | 26 jaar (5 november 1981)   |                |                     |                     | Sing-Off            | Geëlimineerd week 3 | Geëlimineerd week 3 | Geëlimineerd week 3 | Geëlimineerd week 3 | Geëlimineerd week 3 | Geëlimineerd week 3 |
| 9    |          | Hein Gerrits          | 27 jaar (9 mei 1981)        |                | Sing-Off            | Sing-Off            | Geëlimineerd week 3 | Geëlimineerd week 3 | Geëlimineerd week 3 | Geëlimineerd week 3 | Geëlimineerd week 3 | Geëlimineerd week 3 | Geëlimineerd week 3 |
| 10   |          | Adriaan Kroonenberg   | 26 jaar (1 oktober 1982)    |                | Sing-Off            | Geëlimineerd week 2 | Geëlimineerd week 2 | Geëlimineerd week 2 | Geëlimineerd week 2 | Geëlimineerd week 2 | Geëlimineerd week 2 | Geëlimineerd week 2 | Geëlimineerd week 2 |
| 11   |          | Robbert van den Bergh | 25 jaar (10 maart 1983)     | Sing-Off       | Geëlimineerd week 1 | Geëlimineerd week 1 | Geëlimineerd week 1 | Geëlimineerd week 1 | Geëlimineerd week 1 | Geëlimineerd week 1 | Geëlimineerd week 1 | Geëlimineerd week 1 | Geëlimineerd week 1 |
| 12   |          | Tommie Christiaan     | 22 jaar (24 februari 1986)  | Gestopt week 1 | Gestopt week 1      | Gestopt week 1      | Gestopt week 1      | Gestopt week 1      | Gestopt week 1      | Gestopt week 1      | Gestopt week 1      | Gestopt week 1      | Gestopt week 1      |

## Jury's favoriete Joseph
| Liveshows   | Erwin van Lambaart | Pia Douwes          | Paul de Leeuw       |
| ----------- | ------------------ | ------------------- | ------------------- |
| Liveshow 1  | Mathijs Pater      | Mathijs Pater       | Amir Vahidi         |
| Liveshow 2  | Freek Bartels      | Roy van Iersel      | Robin van den Akker |
| Liveshow 3  | John Vooijs        | Robin van den Akker | Freek Bartels       |
| Liveshow 4  | Mathijs Pater      | Roy van Iersel      | Roy van Iersel      |
| Liveshow 5  | Mathijs Pater      | John Vooijs         | John Vooijs         |
| Liveshow 6  | Freek Bartels      | Freek Bartels       | John Vooijs         |
| Liveshow 7  | Freek Bartels      | John Vooijs         | John Vooijs         |
| De Joseph 2 | Freek Bartels      | 1                   | John Vooijs         |

1 Pia Douwes wilde geen keuze maken.
2 Willem Nijholt's keuze voor Joseph was Roy van Iersel.

## Liveshows

### Week 1 (7 september 2008)
Opening: "GoGoGo Joseph" (uit de musical Joseph and the Amazing Technicolor Dreamcoat)

Resultshow: "Help!" (van The Beatles)
| Volgorde                                                           | Joseph | Joseph                | Liedje                                                   | Resultaat    |
| ------------------------------------------------------------------ | ------ | --------------------- | -------------------------------------------------------- | ------------ |
| 1                                                                  |        | Roy van Iersel        | "Nu" (uit de musical 3 Musketiers)                       | Sing-off     |
| 2                                                                  |        | Freek Bartels         | "I want to break free" (uit de musical We Will Rock You) | Veilig       |
| 3                                                                  |        | Remko Harms           | "Waarom god" (uit de musical Miss Saigon)                | Veilig       |
| 4                                                                  |        | Adriaan Kroonenberg   | "Vlieg met me mee" (van Trijntje Oosterhuis)             | Veilig       |
| 5                                                                  |        | Hein Gerrits          | "Toen ik je zag" (van Antonie Kamerling)                 | Veilig       |
| 6                                                                  |        | Robbert van den Bergh | "I'm walking on sunshine" (van Katrina & the Waves)      | Sing-off     |
| 7                                                                  |        | Matthijs Pater        | "Go the distance" (uit de film Hercules)                 | Veilig       |
| 8                                                                  |        | Robin van den Akker   | "Faith" (van George Michael)                             | Veilig       |
| 9                                                                  |        | Baer Jonkers          | "Maria" (uit musical West Side Story)                    | Veilig       |
| 10                                                                 |        | Amir Vahidi           | "Your song" (uit de filmmusical Moulin Rouge)            | Veilig       |
| 11                                                                 |        | John Vooijs           | "Livin’ on a prayer" (van Bon Jovi)                      | Veilig       |
| Sing-Off; "You'll Never Walk Alone" (uit the filmmusical Carousel) |        |                       |                                                          |              |
| 1                                                                  |        | Robbert van den Bergh | Robbert van den Bergh                                    | Geëlimineerd |
| 2                                                                  |        | Roy van Iersel        | Roy van Iersel                                           | Veilig       |

### Week 2 (14 september 2008)
Opening: "Livin' la Vida Loca" (Ricky Martin)

Resultshow: "Luck Be a Lady" (Frank Sinatra)
| Volgorde                                | Joseph | Joseph              | Liedje                                           | Resultaat    |
| --------------------------------------- | ------ | ------------------- | ------------------------------------------------ | ------------ |
| 1                                       |        | Amir Vahidi         | "Ik leef niet meer voor jou" (van Marco Borsato) | Veilig       |
| 2                                       |        | Adriaan Kroonenberg | "On the street where you live" (My Fair Lady)    | Sing-off     |
| 3                                       |        | John Vooijs         | "Lang is de nacht" (The Lion King)               | Veilig       |
| 4                                       |        | Baer Jonkers        | "Mack the knife" (van Bobby Darin)               | Veilig       |
| 5                                       |        | Freek Bartels       | "Het gaat beginnen" (West Side Story)            | Veilig       |
| 6                                       |        | Remko Harms         | "It's not unusual" (van Tom Jones)               | Veilig       |
| 7                                       |        | Robin van den Akker | "Papa" (van Stef Bos)                            | Veilig       |
| 8                                       |        | Hein Gerrits        | "Working my way back to you" (van The Spinners)  | Sing-off     |
| 9                                       |        | Matthijs Pater      | "Fever" (van Michael Bublé)                      | Veilig       |
| 10                                      |        | Roy van Iersel      | "Alsof je bij me bent" (van Nurlaila Karim)      | Veilig       |
| Sing-Off; "Ergens in de sterren" (Aida) |        |                     |                                                  |              |
| 1                                       |        | Adriaan Krooneberg  | Adriaan Krooneberg                               | Geëlimineerd |
| 2                                       |        | Hein Gerrits        | Hein Gerrits                                     | Veilig       |

### Week 3 (21 september 2008)
Opening: "Ladies Choice" (uit de musical Hairspray)

Resultshow: "Total Eclipse of the Heart" (Bonnie Tyler)
| Volgorde                                                           | Joseph | Joseph              | Liedje                                                     | Resultaat       |
| ------------------------------------------------------------------ | ------ | ------------------- | ---------------------------------------------------------- | --------------- |
| 1                                                                  |        | Baer Jonkers        | "Signed sealed delivered" (van Stevie Wonder)              | Sing-off part 1 |
| 2                                                                  |        | Matthijs Pater      | "Sandy" (uit de musical Grease)                            | Veilig          |
| 3                                                                  |        | Roy van Iersel      | "Paint it black" (van The Rolling Stones)                  | Veilig          |
| 4                                                                  |        | Remko Harms         | "Van haar te houden" (uit de musical Beauty and the Beast) | Sing-off part 2 |
| 5                                                                  |        | Hein Gerrits        | "Radeloos" (uit de musical Saturday Night Fever)           | Sing-off part 1 |
| 6                                                                  |        | Amir Vahidi         | "All I care about is love" (uit de musical Chicago)        | Veilig          |
| 7                                                                  |        | John Vooijs         | "Vleugels van mijn vlucht" (van Paul de Leeuw)             | Veilig          |
| 8                                                                  |        | Freek Bartels       | "Man in the mirror" (van Michael Jackson)                  | Veilig          |
| 9                                                                  |        | Robin van den Akker | "Zij leven voort" (uit de musical The Lion King)           | Sing-off part 2 |
| Sing-Off; "The Impossible Dream" (uit de musical Man of La Mancha) |        |                     |                                                            |                 |
| 1                                                                  |        | Hein Gerrits        | Hein Gerrits                                               | Geëlimineerd    |
| 2                                                                  |        | Baer Jonkers        | Baer Jonkers                                               | Veilig          |
| Sing-Off; "Laat Me" (van Ramses Shaffy)                            |        |                     |                                                            |                 |
| 3                                                                  |        | Remko Harms         | Remko Harms                                                | Geëlimineerd    |
| 4                                                                  |        | Robin van den Akker | Robin van den Akker                                        | Veilig          |

### Week 4 (28 september 2008)
Opening: "Greased Lightning" (uit Grease)

Resultshow: "Beat It" (Michael Jackson)
| Volgorde                                                  | Joseph | Joseph              | Liedje                                                   | Resultaat    |
| --------------------------------------------------------- | ------ | ------------------- | -------------------------------------------------------- | ------------ |
| 1                                                         |        | Robin van den Akker | "Ain't that a kick in the head" (uit de film Ocean's 11) | Sing-off     |
| 2                                                         |        | Baer Jonkers        | "Alles is liefde" (van BLØF)                             | Sing-off     |
| 3                                                         |        | Freek Bartels       | "Yesterday" (van The Beatles)                            | Veilig       |
| 4                                                         |        | John Vooijs         | "Oorlog in mij" (uit de musical Ciske de Rat)            | Veilig       |
| 5                                                         |        | Roy van Iersel      | "Everything" (van Michael Bublé)                         | Veilig       |
| 6                                                         |        | Matthijs Pater      | "Proud of your boy" (uit de musical Aladdin)             | Veilig       |
| 7                                                         |        | Amir Vahidi         | "Ik vroeg te veel" (uit Joe - De Musical)                | Veilig       |
| Sing-Off; "Hoog, vloog je te hoog" (uit de musical Evita) |        |                     |                                                          |              |
| 1                                                         |        | Baer Jonkers        | Baer Jonkers                                             | Geëlimineerd |
| 2                                                         |        | Robin van den Akker | Robin van den Akker                                      | Veilig       |

### Week 5 (5 oktober 2008)
Opening: "Één voor Allen" (uit de musical 3 Musketiers)

Resultshow: "Moeder, ik wil bij de revue" (Wim Sonneveld)
| Volgorde                                         | Joseph | Joseph              | Liedje                                                              | Resultaat    |
| ------------------------------------------------ | ------ | ------------------- | ------------------------------------------------------------------- | ------------ |
| 1                                                |        | John Vooijs         | "Kon ik maar even bij je zijn" (van Gordon)                         | Sing-off     |
| 2                                                |        | Freek Bartels       | "Kom kees" (uit de musical Heerlijk Duurt Het Langst)               | Veilig       |
| 3                                                |        | Matthijs Pater      | "Laat me niet alleen" (van Jacques Brel)                            | Veilig       |
| 4                                                |        | Amir Vahidi         | "Terug naar toen" (uit de musical Anastasia)                        | Sing-off     |
| 5                                                |        | Robin van den Akker | "Verloren verleden" (uit de musical Tarzan)                         | Veilig       |
| 6                                                |        | Roy van Iersel      | "Waar is de zon" (van Willeke Alberti)                              | Veilig       |
| 3-tallen                                         |        |                     |                                                                     |              |
| 1                                                |        | Freek Bartels       | "Zomaar een dag" (van Paul de Leeuw)                                | Veilig       |
| 2                                                |        | John Vooijs         | "Zomaar een dag" (van Paul de Leeuw)                                | Sing-off     |
| 3                                                |        | Matthijs Pater      | "Zomaar een dag" (van Paul de Leeuw)                                | Veilig       |
| 4                                                |        | Roy van Iersel      | "Zing, vecht, huil, bid, lach werk en bewonder" (van Ramses Shaffy) | Veilig       |
| 5                                                |        | Robin van den Akker | "Zing, vecht, huil, bid, lach werk en bewonder" (van Ramses Shaffy) | Veilig       |
| 6                                                |        | Amir Vahidi         | "Zing, vecht, huil, bid, lach werk en bewonder" (van Ramses Shaffy) | Sing-off     |
| Sing-Off; "Zij gelooft in mij" (van André Hazes) |        |                     |                                                                     |              |
| 1                                                |        | Amir Vahidi         | Amir Vahidi                                                         | Geëlimineerd |
| 2                                                |        | John Vooijs         | John Vooijs                                                         | Veilig       |

### Week 6 (12 oktober 2008)
Opening: "I'm Still Standing" (Elton John)

Resultshow: "Don't Stop Me Now" (Queen)
| Volgorde                                          | Joseph | Joseph              | Liedje                                                      | Resultaat    |  |
| ------------------------------------------------- | ------ | ------------------- | ----------------------------------------------------------- | ------------ |  |
| 1                                                 |        | Robin van den Akker | "Crazy Little Thing Called Love" (van Queen)                | Sing-off     |  |
| 2                                                 |        | John Vooijs         | "One song glory" (uit de musical Rent)                      | Veilig       |  |
| 3                                                 |        | Freek Bartels       | "Ga nou maar gewoon" (uit de musical The Wiz)               | Veilig       |  |
| 4                                                 |        | Matthijs Pater      | "Chim chim cheree" (uit de musical Mary Poppins)            | Sing-off     |  |
| 5                                                 |        | Roy van Iersel      | "Jailhouse rock" (van Elvis Presley)                        | Veilig       |  |
|                                                   |        |                     |                                                             |              |  |
| 6                                                 |        | Robin van den Akker | "Sinds 1 dag of 2 (32 jaar)" (uit de musical Doe Maar!)     | Sing-off     |  |
| 7                                                 |        | Freek Bartels       | "This is the moment" (uit de musical Jekyll And Hyde)       | Veilig       |  |
| 8                                                 |        | John Vooijs         | "Hocus pocus" (uit de musical Chicago)                      | Veilig       |  |
| 9                                                 |        | Roy van Iersel      | "Lege stoelen, lege tafels" (uit de musical Les Misérables) | Veilig       |  |
| 10                                                |        | Matthijs Pater      | "Copacabana" (uit de musical Copacabana)                    | Sing-off     |  |
| Sing-Off; "Pak maar m'n hand" (van Nick en Simon) |        |                     |                                                             |              |  |
| 1                                                 |        | Matthijs Pater      | Matthijs Pater                                              | Geëlimineerd |  |
| 2                                                 |        | Robin van den Akker | Robin van den Akker                                         | Veilig       |  |

### Week 7 (19 oktober 2008)
Opening: "I Just Can't Wait to be King" (uit de musical The Lion King)

Resultshow: "Elephant Love Medley" (uit Moulin Rouge, samen met Brigitte Heitzer)
| Volgorde                                       | Joseph | Joseph              | Liedje                                             | Resultaat    |  |
| ---------------------------------------------- | ------ | ------------------- | -------------------------------------------------- | ------------ |  |
| 1                                              |        | Freek Bartels       | "Vanmorgen vloog ze nog" (uit de musical Tsjechov) | Veilig       |  |
| 2                                              |        | Roy van Iersel      | "New York, New York" (van Frank Sinatra)           | Sing-off     |  |
| 3                                              |        | Robin van den Akker | "Lef" (van Karin Bloemen)                          | Sing-off     |  |
| 4                                              |        | John Vooijs         | "Anyone who had a heart" (van Dionne Warwick)      | Veilig       |  |
|                                                |        |                     |                                                    |              |  |
| 5                                              |        | Freek Bartels       | "You raise me up" (van Josh Groban)                | Veilig       |  |
| 6                                              |        | Roy van Iersel      | "Onbeschrijfelijk mooi" (uit de musical Cyrano)    | Sing-off     |  |
| 7                                              |        | Robin van den Akker | "Mr. Bojangles" (uit de musical Dancin')           | Sing-off     |  |
| 8                                              |        | John Vooijs         | "Nooit een acht" (uit de musical En Nu Naar Bed)   | Veilig       |  |
| Sing-Off; "Telkens weer" (van Willeke Alberti) |        |                     |                                                    |              |  |
| 1                                              |        | Robin van den Akker | Robin van den Akker                                | Geëlimineerd |  |
| 2                                              |        | Roy van Iersel      | Roy van Iersel                                     | Veilig       |  |

### Week 8 (finale) (26 oktober 2008)
Opening: "Kom op nou Joseph" (uit de musical Joseph and the Amazing Technicolor Dreamcoat, met alle Josephs)

Resultshow: "Mijn beste vriend" (uit de musical Chicago)
| Volgorde      | Joseph | Joseph         | Liedje                                                                                 | Resultaat    |
| ------------- | ------ | -------------- | -------------------------------------------------------------------------------------- | ------------ |
| 1             |        | Roy van Iersel | "Daar buiten" (uit de musical De Klokkenluider Van De Notre Dame)                      | Geëlimineerd |
| 2             |        | Freek Bartels  | "Gethsemane" (uit de musical Jesus Christ Superstar)                                   | Veilig       |
| 3             |        | John Vooijs    | "Verwarrend bestaan" (uit de musical Aida)                                             | Veilig       |
| In resultshow |        |                |                                                                                        |              |
| 1             |        | Freek Bartels  | "Sluit alle deuren maar" (uit de musical Joseph and the Amazing Technicolor Dreamcoat) | Winnaar      |
| 2             |        | John Vooijs    | "Sluit alle deuren maar" (uit de musical Joseph and the Amazing Technicolor Dreamcoat) | Runner up    |
| Na winst      |        |                |                                                                                        |              |
| 1             |        | Freek Bartels  | "Laat je droom bestaan" (uit de musical Joseph and the Amazing Technicolor Dreamcoat)  | Winnaar      |

## Kerstshow
De AVRO zond op eerste kerstdag 2008 een speciale muzikale kerstshow met de kandidaten van Op zoek naar Joseph en Op zoek naar Evita uit. Onder begeleiding van de laatste zes Josephs zong musicalster Pia Douwes het nummer Winter Wonderland. Freek Bartels en Brigitte Heitzer vertolkten gezamenlijk Zonder Jou en de laatste zes Josephs en Evita’s brachten onder andere Have you met Miss Jones, Dreamgirls en GoGoGo Joseph.
Naast de muzikale optredens vertelden de Josephs en Evita’s over hun leven na de zoektocht. Ook panelleden Erwin van Lambaart, Pia Douwes, Peter Van De Velde en Willem Nijholt kwamen langs. Frits Sissing was ook bij de kerstshow de gastheer.
Andermans Veren ·
Atlas ·
Babbelonië ·
BankGiro Loterij Restauratie ·
Blik op de weg ·
Bloedverwanten ·
Buitenhof** ·
Dag Juf, tot morgen ·
De Astronautjes ·
De Bereboot ·
De Brekers ·
De Droomshow ·
De Sleutels van Fort Boyard ·
De tiende van Tijl ·
De Troon ·
Die is de mol! ·
EenVandaag* ·
Een mens wil... ·
Eén van de acht ·
Expeditie Poolcirkel*** ·
Fort Boyard ·
Gouden Televizier-Ring Gala ·
Hoe heurt het eigenlijk? ·
In de hoofdrol ·
Join the Beat ·
Junior Eurovisiesongfestival ·
Junior Songfestival ·
Karel ·
Kinderprinsengrachtconcert ·
Koefnoen ·
Kom er maar eens achter ·
Lawaaipapegaai ·
Mag ik u kussen? ·
Mensen zoals jij en ik ·
Missers! ·
Nederland in Beweging!**** ·
Ontdek je plekje ·
Op de Bon ·
Op zoek naar Danny & Sandy ·
Op zoek naar Evita ·
Op zoek naar Joseph ·
Op zoek naar Maria ·
Op zoek naar Mary Poppins ·
Op zoek naar Zorro ·
Opium ·
Opsporing Verzocht ·
Prinsengrachtconcert ·
Service Salon ·
Sterrenjacht ·
Sterrenslag ·
Stuif es in ·
Telebingo ·
Televizier ·
The Phone ·
Toppop3 ·
Tussen Kunst & Kitsch ·
Vinger aan de Pols ·
We gaan nog niet naar huis ·
Wedden dat..? ·
Wie-kent-kwis ·
Wie is de Mol? ·
Wie is de Mol? Junior ·
Wordt Vervolgd
* In samenwerking met de TROS
** In samenwerking met VARA en VPRO
*** Dit programma is overgegaan naar RTL 5
**** Dit programma is overgegaan naar MAX